# 클로드 미셸 쇤베르그
클로드 미셸 쇤베르그(Claude-Michel Schönberg, 1944년 7월 6일~ )는 프랑스 출신의 음악 프로듀서, 배우, 가수, 작곡가이다. 알랭 부블리유와의 공동 작업으로 잘 알려져 있다. 1980년 뮤지컬 《레 미제라블》의 〈Do You Hear the People Sing?〉을 작곡한 것으로 유명하다.

## 뮤지컬
- 프랑스 혁명 (La Révolution Française, 1973)
- 레 미제라블 (Les Misérables, 1980)
- 미스 사이공 (Miss Saigon, 1989)
- 마르탱 게르 (Martin Guerre, 1996)
- 해적 여왕 (The Pirate Queen, 2006)
- 마르그리트 (Marguerite, 2008)